# Село Шамши Калдаякова (Актюбинская область)
Шамши Калдаякова (каз. Шәмші Қалдаяқов, до 2007 г. — Александровка) — село в Каргалинском районе Актюбинской области Казахстана. Входит в состав Желтауского сельского округа. Код КАТО — 154051200.

## Население
В 1999 году население села составляло 1874 человека (977 мужчин и 897 женщин). По данным переписи 2009 года, в селе проживали 1934 человека (957 мужчин и 977 женщин).